# Rémy Dumoncel
Rémy Dumoncel, né le 28 octobre 1888 à Romorantin (Loir-et-Cher) et mort le 15 mars 1945 à Neuengamme (Allemagne), est un éditeur et résistant français.

## Biographie
En 1913, après des études de droit à l'université, Rémy Dumoncel entre aux éditions Tallandier dont il devient directeur littéraire.
En 1935, il est maire de la commune d'Avon (Seine-et-Marne), près de Fontainebleau. À partir du 16 juin 1940, Avon est occupée par les Allemands.

### Seconde Guerre mondiale et résistance
Rémy Dumoncel entre dans la résistance dans le réseau Vélite-Thermopyles. Par son action, il aide notamment des écrivains juifs en organisant leur fuite vers le Sud de la France.
Il est arrêté par la Gestapo le 4 mai 1944 et déporté au camp de Neuengamme par le convoi parti de Compiègne le 4 juin 1944 (convoi I.223).
Il y meurt d'épuisement le 15 mars 1945.

### Hommages d'après-guerre
À sa mémoire, le conseil municipal d'Avon décide en 1945 de donner son nom à une des rues de la ville. Également, un service religieux est célébré le 21 juin de la même année à 10 h 30, en l'église Saint-Pierre d'Avon, en présence d'une grande affluence dont Georges Lucquin (maire d'Avon), la municipalité ainsi que des délégations de la Résistance d'Avon et Fontainebleau (dans les premiers rangs du transept).

### Famille
Ses deux filles, Christiane et Nicole, épousèrent les frères Denys (1914 / 1997) et Pierre-Charles Slove (1917 / 2013), elles furent les tantes de Cyril de La Patellière.[réf. nécessaire]

## Honneurs
- Médaille de la Résistance française à titre posthume (décret du 24 avril 1946)[5].
- Il est honoré au mémorial de Yad Vashem comme un Juste parmi les nations[6],[7].
- Son nom est inscrit sur le Mur des Justes à Paris.
- En 2016, quatre rues Rémy Dumoncel existent en France :
  - rue Rémy-Dumoncel à Paris 14ème arrondissement, où se trouvait son bureau aux éditions Tallandier ;
  - rue Rémy Dumoncel à Romorantin (Loir-et-Cher), commune de sa naissance ;
  - rue Rémy Dumoncel à Avon (Seine-et-Marne), ville dont il était maire ;
  - rue Rémy et Maurice Dumoncel à Douzillac (Dordogne), village où se situe le château de Mauriac, propriété de la famille Dumoncel pendant 126 ans.